# سکو برت
سکو برت (به فرانسوی: Sékou Berthé) (زاده ۷ اکتبر ۱۹۷۷ - باماکو) بازیکن فوتبال اهل مالی است. وی سابقه عضویت در باشگاه‌های مطرحی همچون موناکو و وست برومویچ را دارد. وی همچنین در سال ۲۰۱۰ به عضویت باشگاه پرسپولیس تهران درآمد.